# Zbrodnia w Puźnikach
Zbrodnia w Puźnikach – zbrodnia na Polakach dokonana w nocy z 12 na 13 lutego 1945 roku przez sotnie z kurenia Ukraińskiej Powstańczej Armii (UPA) Petra Chamczuka „Bystrego” w miejscowości Puźniki położonej w dawnym powiecie buczackim województwa tarnopolskiego. Nacjonaliści ukraińscy zamordowali według różnych źródeł od 50 do 120 Polaków.

## Przed zbrodnią
Przed wojną Puźniki były wsią niemal czysto polską liczącą około 800 mieszkańców, rodzin ukraińskich i mieszanych było tylko kilka.
Według wspomnień zgromadzonych przez Stowarzyszenie Upamiętniania Ofiar Zbrodni Ukraińskich Nacjonalistów we Wrocławiu, w 1943 roku podczas okupacji niemieckiej, pod wpływem doniesień o mordach ukraińskich nacjonalistów na Polakach, w Puźnikach zawiązała się polska samoobrona oparta na strukturach AK pod dowództwem por. Mieczysława Warunka. Uzbroiła się ona m.in. w broń zebraną na pobojowisku po starciu sił niemieckich z sowieckimi partyzantami Sidora Kowpaka, które miało miejsce w sierpniu 1943 w lesie koropieckim. 
Kilka dni później Niemcy z ukraińską policją dokonali pacyfikacji części Puźnik paląc 12 zagród i biorąc zakładników, których ostatecznie zwolniono. Po kilku kolejnych dniach samoobrona bez strat w ludziach odparła atak banderowców z Zalesia, którzy zdołali podpalić trzy gospodarstwa. Po tym wydarzeniu wprowadzono całonocne uzbrojone warty oraz legitymowanie wszystkich nieznajomych wędrujących przez wieś. Mimo to pod koniec września banderowcy spalili osiedle Nagórzanka i po wymianie ognia wycofali się. Także tym razem nie zginął nikt z mieszkańców wsi.
29 lutego 1944 roku oddział z Puźnik przyszedł z odsieczą odległemu o 12 km Korościatynowi zaatakowanemu przez UPA i zapobiegł dalszej rzezi.
Latem 1944 roku rejon Puźnik został ponownie zajęty przez Armię Czerwoną. Por. Warunek z łączniczką ujawnił się władzom sowieckim, został aresztowany i zesłany do łagrów. W sierpniu 1944 większość mężczyzn w wieku poborowym wcielono do Wojska Polskiego. Kilkunastu Puźniczan wstąpiło do tzw. batalionu niszczycielskiego (IB), który stacjonował w Koropcu. Członkowie batalionu często przebywali w Puźnikach; mieszkańcy wsi w dalszym ciągu przechowywali broń.
5 lutego 1945 roku UPA dokonała masowej zbrodni na Polakach w pobliskim Baryszu. 2 dni później w Zalesiu zamordowano kilkadziesiąt osób, w tym 7 osób z Puźnik. W obawie przed napadem UPA niektórzy Polacy z Puźnik przenieśli się do miejscowości uważanych za bezpieczniejsze.
11 lutego 1945 roku do Puźnik przyjechali sowieccy urzędnicy z Koropca, którzy dokonali spisu ludności i nakazali zdać posiadaną broń, twierdząc, że Polakom nic nie grozi, ponieważ „władze zapewniają bezpieczeństwo”.

## Atak UPA
W nocy z 13 na 14 lutego 1945 roku (według wspomnień świadków – około północy, według danych sowieckich – około godz. 4) w momencie zmiany wart Puźniki zostały otoczone i zaatakowane z kilku stron przez kureń UPA Petra Chamczuka „Bystrego”. Napastnicy przystąpili do zabijania napotkanych Polaków przy pomocy broni palnej, siekier, bagnetów i noży oraz palenia zabudowań. Uzbrojeni członkowie samoobrony, zaskoczonej skalą ataku, oraz obecni we wsi żołnierze IB podjęli nieskoordynowaną obronę. Zaalarmowana przez nich ludność cywilna chroniła się w bronionych budynkach, gdzie były przygotowane schrony (kościół i plebania, domy Malinowskiego, Borkowskiego, Rolowej, Jarzyckiego, Łaciny). Niektórzy, jak Rozalia Dancewicz uciekli do lasu. Honorata Dancewicz ukryła się w kapliczce za figurą Matki Boskiej.
Najwięcej ofiar zginęło w „rowie Borkowskiego” biegnącym przez wieś, w którym znajdowały się jamy mogące służyć za kryjówki. Upowcy zmasakrowali tam kilkadziesiąt kobiet i dzieci, przeważnie przy pomocy siekier i bagnetów; strzelano tylko do próbujących uciekać.
Nad ranem siły UPA wycofały się z Puźnik. Według dokumentów UPA były to sotnie „Siri Wowki” i „Czernomorci”.
Najczęściej podaje się, że w Puźnikach zginęło około lub co najmniej 70 Polaków (część świadków, Grzegorz Hryciuk, Ryszard Kotarba). O około 100 ofiarach piszą Zdzisław Skrok oraz Henryk Komański i Szczepan Siekierka. Taką samą liczbę podaje artykuł Zagłada Puźnik. Liczbę 104 osób podał Michał Sobków, który przybył na miejsce masakry po kilku godzinach. Według ks. J. Anczarskiego zginęło 120 osób. Raport UPA mówi jedynie o zniszczeniu „kilkunastu bolszewickich sługusów”, raport Berii do Stalina o 50 zabitych Polakach. Notatka MGB z 1951 roku wspomina o 82 ofiarach.
Według danych sowieckich spalono 172-200 domów, w zagrodach spaliły się 63 sztuki bydła.
Oddział IB z Koropca przybył do Puźnik dopiero 14 lutego około południa. Zdaniem polskich żołnierzy batalionu i Puźniczan sowieccy dowódcy zwlekali z wyruszeniem wsi na odsiecz, a potem skierowali pościg w niewłaściwą stronę.
Ofiary zbrodni, w większości kobiety, dzieci i starcy, zostały pochowane na cmentarzu w dwóch zbiorowych grobach.
Po zbrodni ocaleni Polacy przebywali w Puźnikach jeszcze kilka–kilkanaście dni w niezniszczonych domach oraz na plebanii, sukcesywnie przenosząc się do Koropca i Buczacza. Stamtąd w czerwcu i lipcu 1945 przesiedlono ich na tzw. Ziemie Odzyskane (wsie Niemysłowice koło Prudnika i Ratowice koło Wrocławia).

## Poszukiwania i ekshumacje
W dniach 24 kwietnia - 10 maja 2025 roku w Puźnikach trwały się działania ekshumacyjne prowadzone przez 32-osobowy polsko-ukraiński zespół badaczy, składający się z medyków sądowych, archeologów, genetyków i antropologów, którego pracami kierował Pomorski Uniwersytet Medyczny w Szczecinie. 
Wydobytych szkieletów było 42, z czego co najmniej 11 osób małoletnich (poniżej 18. roku życia), 16 kobiet i 10 mężczyzn. Znaleziono także 172 przedmioty osobiste. Do końca 2025 roku prowadzone są badania genetyczne materiałów pobranych ze szczątków. Po ich zakończeniu możliwe będzie podanie dokładnej liczby ofiar. Proces identyfikacji prowadzony jest na podstawie próbek DNA uzyskanych od 50 krewnych ofiar.